# Sterzing
Sterzing (em italiano:  Vipiteno; em latim: Vipitenum) é uma comuna italiana da região do Trentino-Alto Ádige, província de Bolzano, com cerca de 5.799 habitantes. Estende-se por uma área de 33 km², tendo uma densidade populacional de 176 hab/km². Faz fronteira com Brennero, Campo di Trens, Racines, Val di Vizze.
Faz parte da rede das Aldeias mais bonitas de Itália.
A língua alemã é o idioma materno de 75,28% dos habitantes da vila.

## Demografia
| Variação demográfica do município entre 1861 e 2011                               |
|                                                                                   |
| Fonte: Istituto Nazionale di Statistica (ISTAT) - Elaboração gráfica da Wikipedia |